# Festival internazionale dell'attore
Il Festival internazionale dell'attore è un festival internazionale di teatro fondato nel 1980 dal fiorentino Paolo Coccheri ispirandosi al valore formativo del metodo mimico ideato da Orazio Costa.

## Storia
Già dal 1976 Paolo Coccheri, regista e pedagogista teatrale, comincia a progettare un festival teatrale, interamente dedicato all'attore con corsi residenziali di teatro ad alto livello professionale. Dopo anni di ricerche, di contatti con comuni italiani, Coccheri, colpito dalla bellezza del paesaggio e dalla ottimale ubicazione del posto, decide di fondare a Montalcino (Siena) il 1º Festival internazionale dell'attore.
Paolo Coccheri ne delineò subito la fisionomia come luogo di alto perfezionamento al teatro, dove oltre 400 studenti provenienti da tutto il mondo, in un rapporto umano e altamente didattico, potessero vivere una valida esperienza nelle arti dello spettacolo con illustri maestri internazionale, che attraverso la trasmissione orale della loro arte come al tempo delle botteghe, educassero i giovani all'etica e all'arte teatrale.
Il Festival viene inaugurato il 1º agosto 1980 nella fortezza di Montalcino da Glauco Mauri e già a partire dal primo anno Coccheri riuscì a far giungere nella cittadina del senese, docenti come: Orazio Costa, Lele Luzzati, Alessandro Fersen, Edmonda Aldini.
Nel 1981, tutto il leggendario gruppo di Grotowskij, tutti i componenti dello storico gruppo di Eugenio Barba, Maurizio Scaparro, Massimo Castri, Monica Vitti. Nel 1982, Mariangela Melato, Paolo Poli, Jerzy Stuhr, Cathy Berberian. Il Festival, dal 1983, si trasferì a Firenze e vi rimase fino al 30 settembre del 1990.
Gli affezionati docenti del Festival spostatosi a Firenze furono: Orazio Costa, Edmonda Aldini, Ludwig Flaszen, Yves Lebreton, Jerzy Stuhr, Piera Degli Esposti, Lele Luzzati, Elena Mannini, Bogdan Jerković, Ingemar Lindh, Sandro Sequi, Marisa Fabbri, Nico Pepe, Gisela May, Krzysztof Zanussi, Guido Baroni, Adriana Innocenti, Josef Svoboda, Micha Van Hoecke, Giuseppe Ferrara, Andrzej Wajda, Ingmar Bergman, Andrej Tarkovskij, Liliana Cavani.
Dalla sua nascita il Festival ha avuto anche eccellenti docenti come Monica Vitti, Mariangela Melato, George Wilson, Maurizio Scaparro, Zigmunt Molik, Massimo Castri, Lindsay Kemp, Bernard Dort, Maurizio Nichetti, Ryszard Cieslak, Marise Flasc, Ferruccio Soleri, Ugo Ronfani, Nino Manfredi, Mario Luzi, Alessandro Fersen, Gina Lagorio, Dacia Maraini, Primo Conti, Piero Faggioni, Elsa Piperno, David Lees, Carlo Ludovico Ragghianti, Maddalena Crippa, Andres Neuman, Marcello Bartoli, Giuliano Scabia, Giorgio Albertazzi, Giovanni Michelucci, Danilo Dolci, Gianni Berengo Gardin, Cathy Berberian, Anton Milenin.
Nel 2005 il felice incontro con i giovani teatranti partenopei di Interno5, ai quali Coccheri dona il Festival attualmente ancora in attività a Napoli.